# Steilneset minnested

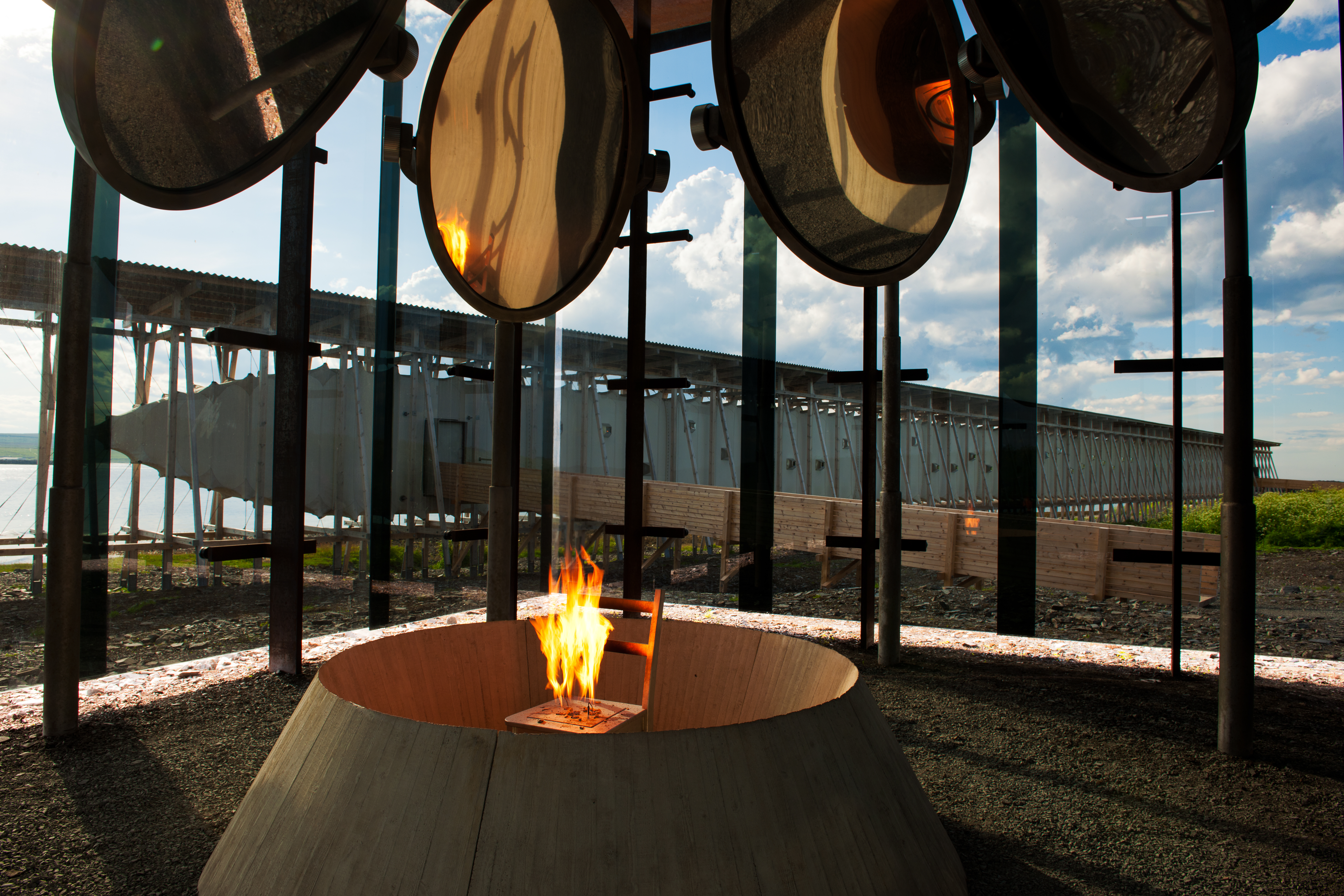
Installation av Louise Bourgeois

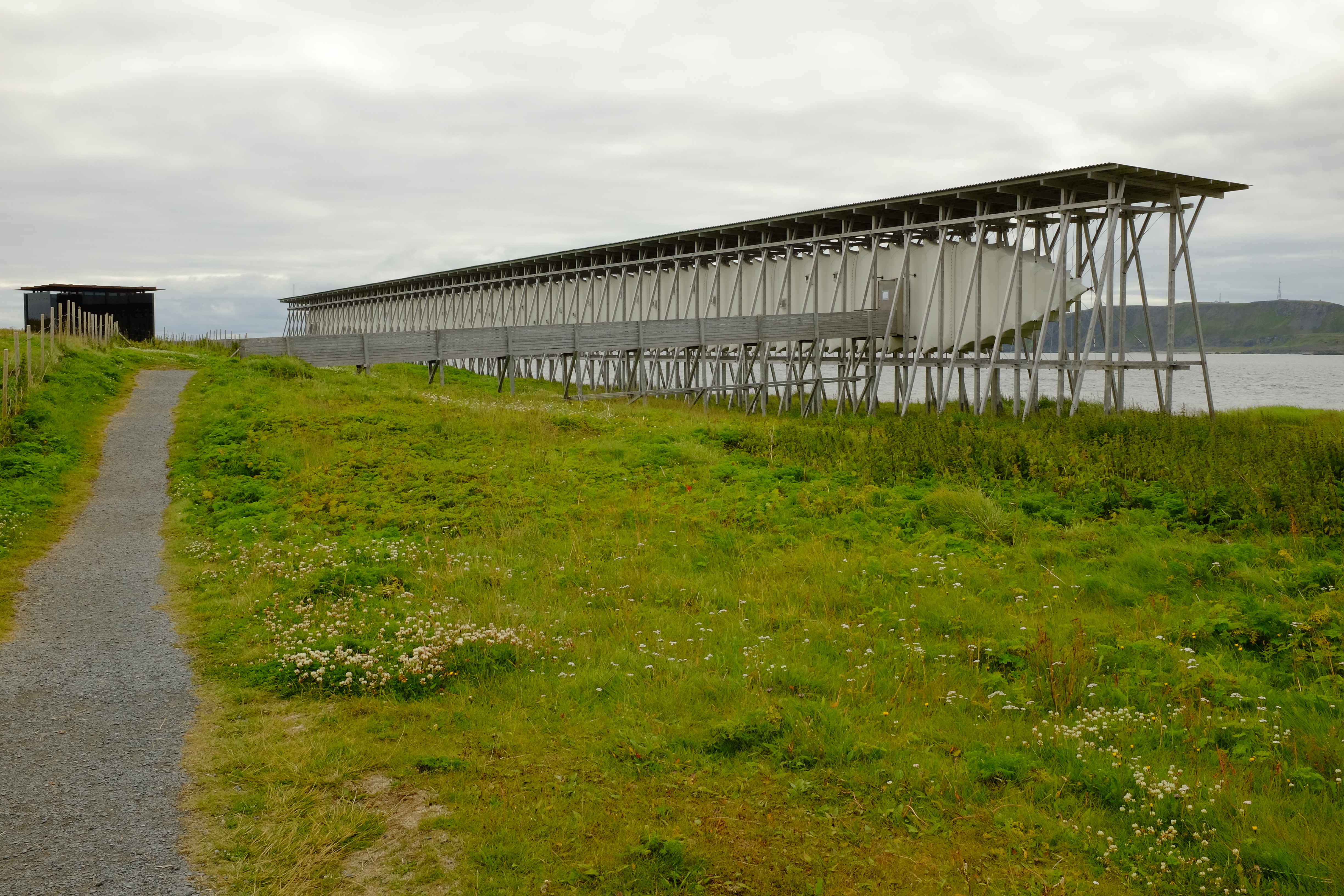
Minneshall av Peter Zumthor

Steilneset minnested är ett minnesmärke i Vardø i Finnmark fylke i Norge, vilket är ägnat 1600-talets häxprocesser i framför allt Finnmarks fylkes östra del. 
Steilneset minnested ligger på Steilneset på Vardøya och invigdes i juni 2011. Minnestedet har tre komponenter: kunst, arkitektur, historie. Det är utformat av skulptören Louise Bourgeois och arkitekten Peter Zumthor och har beställts av Vardø kommun, Finnmark fylke, Varanger museum och Statens vegvesen. Det ingår i som en vägverkets projekt Norsk nationell turistväg.

## Den långa byggnaden
Minnesmärket består av två byggnader. Den ena, öppna byggnaden av Peter Zumthor är en 170 meter lång struktur i trä, uppförd av prefabricerade träramar som monterats på plats för att skapa 60 bås i en lång linje. I byggnaden finns en upphängd byggnadstruktur, inuti vilken finns en 100 meter lång och 1,5 meter bred timrad promenadväg. Längs med denna 91 slumpvis utplacerade små fönster, vilka representerar var och en av de avrättade, med individuella texter. Tekstene er skrevet av professor Liv Helene Willumsen. Genom varje fönster kan man se en glödlampa. Lamporna ska associera till lamporna i de historiskt gardinlösa fönstren i husen i trakten.

## Installationen
Byggnaden med installationen The Damned, The Possessed and The Beloved av Louise Bourgeois är rektangulär och tillverkad i rosttrögt stål (cortenstål) och 17 glasskivor av rökfärgat glas, vilka formerar väggar som inte når till vare sig taket eller golvet. Inuti har Louise Bourgeois placerat en metallstol, på vars sits projiceras eldsflammor. Detta reflekteras i sju ovala speglar, vilka är monterade i metallpelare i en ring omkring stolen, associerande till domare som sitter  runt den dömda.

## Häxprocesserna
Huvudartiklar: Häxprocessen i Vardø 1621 och Häxprocessen i Vardø 1662–1663
Mellan åren 1600 och 1692 anklagades 135 personer i Finnmark, varav 111 kvinnor och 24 män, för trolldom och häxkonst. Av dessa dog 91 antingen innan dom fallit av tortyr eller efter dom. I flertalet fall där dom fallit skedde avrättningen genom bränning på bål.
Rättegångarna hölls vid lokala domstolar i Finnmark, särskilt i Vardø och Vadsø, som var befolknings- och administrativa centra, men även på mindre platser som i Alta. Processerna inkluderade tortyr och ibland vattenprov, där särskilt de processer som hölls på Vardøhus fästning orsakade dödsfall innan dom han fallit.
Rättegångar mot kvinnor skedde periodvis och en process initierade ofta en ny mot någon annan kvinna. Så var det omkring 1630 samt 1655–1665 medan rättegångar mot män var mer jämnt fördelade över tiden. Bland kvinnorna var cirka 80 % norskor, medan övriga var väsentligen kustsamer (sjösamer).